# Exodoncia

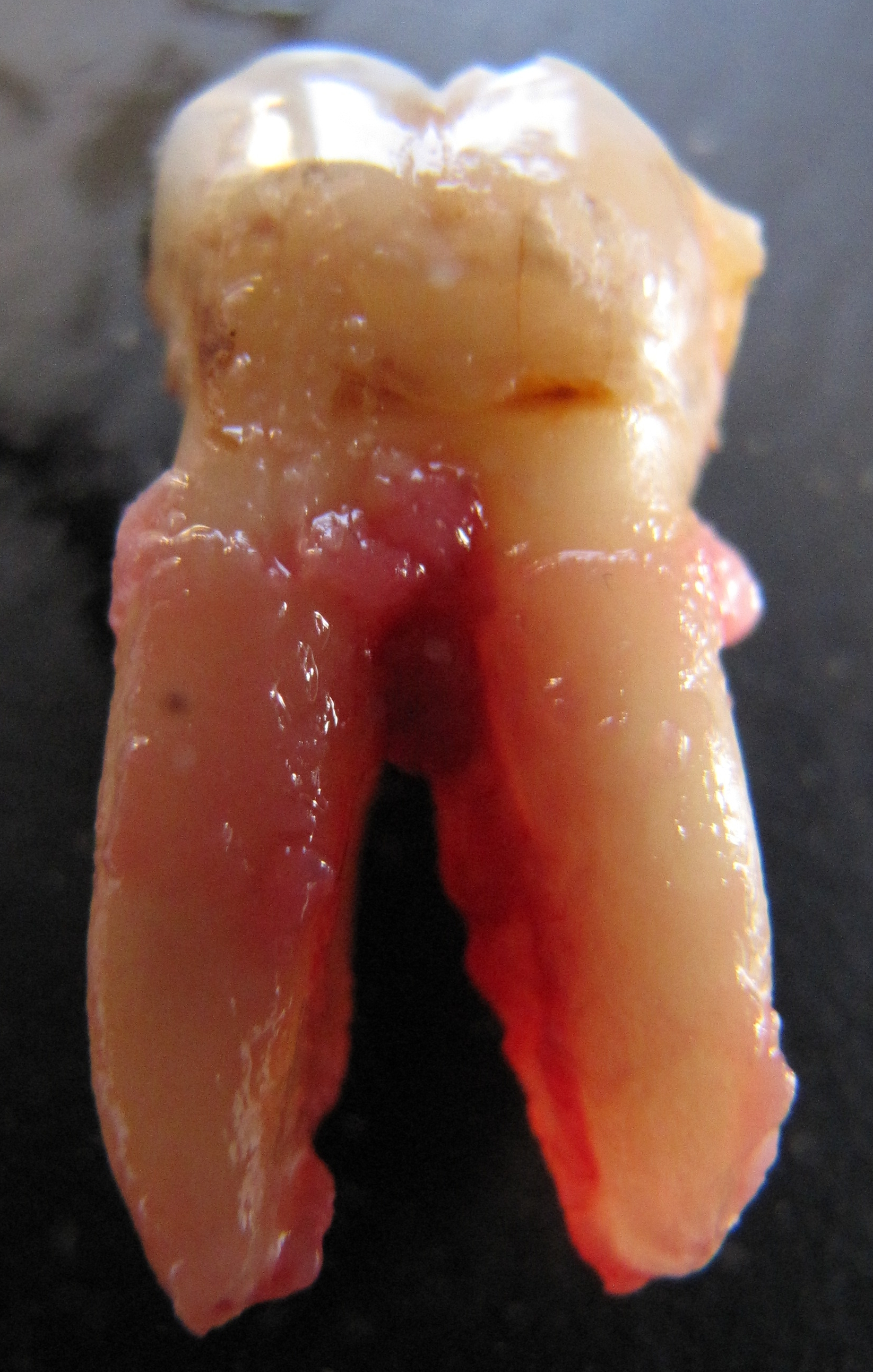
Molar extraído.

La exodoncia  (del griego ek(s) ἐκ(ς) 'de dentro hacia fuera' + odont(o)- ὀδο-ύς/-ντος 'diente' + -íā 'cualidad') es aquella parte de la cirugía oral que se ocupa  de practicar la avulsión o extracción de un diente o porción del mismo, mediante unas técnicas e instrumental adecuado, del lecho óseo que lo alberga.
Es el acto quirúrgico mediante el cual se extraen los dientes de sus alvéolos con el menor trauma posible. Es una cirugía laboriosa que requiere una técnica muy cuidadosa, por lo que con frecuencia se producen accidentes y complicaciones desde muy simples hasta muy complejas.

## Historia
La exodoncia fue practicada desde la antigüedad con técnicas poco ortodoxas y muy agresivas, por personal variopinto como eran los curanderos, sangradores y barberos. Es a partir de P. Fauchard (XVIII) cuando adquiere una nueva dimensión técnica que se consolida posteriormente con los avances de los modernos anestésicos y los más depurados principios quirúrgicos.
La exodoncia, acto quirúrgico mínimo y elemental, es la base de la cirugía oral, bien sea como extracción simple o quirúrgica de un resto radicular, o bien se trate de un diente con anomalía de posición o situación más o menos ectópica. Por otra parte no sería exagerado argumentar que a través de las conexiones anatómicas, fisiológicas y patológicas entre órgano dentario y el resto de las estructuras cervicofaciales, se estaría alcanzando, con la exodoncia, el comienzo de la Cirugía Maxilofacial. En este sentido no conviene olvidar la posibilidad de una celulitis difusa, una osteomielitis o una fractura osteomandibular, como complicaciones post-exodoncia que implican actuaciones a nivel maxilofacial.
A pesar de las medidas de prevención y de las modernas técnicas de conservación y reconstrucción, la extracción dentaria sigue prodigándose, y que en ciertos medios sociales es el único tratamiento odontológico recibido. Así, la Sanidad pública española, y en materia odontoestomatológica, solo cubre atenciones de tipo quirúrgico. De los tratamientos que realiza un estomatólogo u odontólogo general, a nivel público o privado, la extracción dentaria representa más del 90% de su actividad.
La relación entre la extracción dentaria y el dolor, viene dada por la angustia y el temor que han acompañado siempre a la práctica de la odontología. En la mayoría de las ocasiones con una base real debido a las malas técnicas, al empleo de métodos de anestesia inadecuados, al escaso interés que el profesional presta a la intervención o a la mala preparación para llevarla a feliz término. La extracción dentaria es una operación elemental y sencilla, pero no simple en el sentido peyorativo de la palabra. La exodoncia no debe suponer un riesgo en cuanto a su realización y posoperatorio correspondiente. Las complicaciones habituales de hemorragia, infección y dolor que acompañaban en el pasado a todo acto quirúrgico, han sido superadas, logrando que la exodoncia sea una técnica aparentemente fácil, sin el más mínimo dolor y con pocas complicaciones posoperatorias. Sin embargo, no hay que olvidar que estas pueden aparecer en cualquier momento y de la forma más inesperada, y que cuando se presentan, se convierten en auténticas urgencias con la responsabilidad que el profesional contrae y la actuación necesaria e indispensable para resolver el problema creado. El Odontólogo debe, por tanto, estar preparado para continuar hasta el final toda exodoncia.
Es más lícito y correcto, ante la presunción de una extracción difícil, diferir la misma y enviarla al profesional que esté debidamente capacitado, que embarcarse en una aventura de incierto desenlace.

## Indicaciones
Es incuestionable que existen indicaciones para la exodoncia a nivel de los dientes temporales y permanentes. Todos los autores coinciden en que los motivos más frecuentes de extracción dentaria son la caries y la enfermedad periodontal. Se deben considerar además otras causas, como son: dientes retenidos, supernumerarios, anomalías de posición y situación, dientes temporales, dientes relacionados con quistes y tumores. Las indicaciones de la exodoncia serán, por tanto, las siguientes:
- Caries dental: son afecciones dentarias como consecuencia de la caries cuyo amplio proceso destructivo impide un tratamiento conservador. Otras veces son alteraciones periodontales por la evolución progresiva de la caries con necrosis pulpar y periodontitis, que provoca un absceso periapical, osteítis, celulitis o sinusitis no solucionables mediante tratamiento endodóncico (conductos inaccesibles) o quirúrgico conservador (legrado apical o apiceptomía). Estas periodontitis pueden obedecer a causas independientes de la caries, traumáticas o fisicoquímicas. Los fracasos repetidos de tratamientos endodóncicos, quirúrgicos conservadores y la persistencia de trayectos fistulosos condicionan igualmente la extracción.

- Enfermedad periodontal: la enfermedad periodontal avanzada con acusada movilidad dentaria y presencia de abscesos periodontales, que imposibilitan el tratamiento conservador, es una indicación frecuente de extracción. Una vez convencidos de esta necesidad es más oportuno realizar las extracciones inmediatamente que esperar a que la enfermedad produzca una mayor reabsorción ósea de la cresta alveolar.

- Dientes retenidos: pueden ser incluidos o enclavados. Los más frecuentes son los terceros molares inferiores, los superiores, los caninos superiores, premolares inferiores e incisivos superiores. Estos dientes en su inclusión o en los intentos de erupción producen una serie de accidentes de tipo infeccioso, mecánico, reflejo y tumoral que aconsejan su extracción; otras veces la exodoncia practicada en una fase precoz previene la aparición de esta fenomenología.

Solo se aconseja una actitud expectante cuando la cuidadosa evaluación, clínica y radiográfica, permiten aventurar una situación normal en las arcadas. En otras ocasiones, un tratamiento combinado quirúrgico-ortodóncico, permitirá conducir al diente a su alojamiento definitivo.
- Dientes supernumerarios: los más frecuentes son a nivel incisivo superior, con la presencia de dos supernumerarios o uno situado en la línea media (mesiodens) por distal del tercer molar o a nivel de los caninos superiores. Estos dientes constituyen una aberración embriológica de la lámina dentaria en la formación de los folículos dentarios y deben ser diagnosticados precozmente para realizar su extracción y así evitar problemas de retraso en la erupción de los dientes permanentes.

- Dientes erupcionados con anomalías de posición y de situación: son dientes en mesio, disto, vestíbulo, linguo o giroversión, situados en su lugar habitual o ectópicamente a nivel vestibular, palatino o lingual. Los dientes más afectados por estas causas son los caninos y los premolares superiores e inferiores. La extracción, en estos casos, obedece a razones estéticas, ortodóncicas o protésicas.

- Dientes temporales: las mismas consecuencias destructivas e infecciosas de la caries pueden exigir la extracción de dientes temporales antes de su exfoliación fisiológica para evitar la alteración de los dientes adyacentes.

En ocasiones, se trata de un retraso en el recambio dentario y existen signos suficientes para proceder a la extracción: proceso de erupción y edad cronológica del paciente, estudio del mismo diente contralateral, nivel del plano oclusal más bajo y formación de al menos dos tercios de la raíz del diente permanente subyacente comprobable por radiografía. Respecto a este punto, cuando hay un retraso en la exfoliación del diente deciduo, es importante realizar una exploración radiológica para detectar una posible agenesia del diente de recambio. En este caso, el diente temporal debe mantenerse en la arcada.
Cuando la extracción es necesaria y sucede a una edad precoz, se precisa de la colocación de un mantenedor que conserve el espacio para la erupción y alojamiento del diente permanente.
- Dientes relacionados con quistes: los dientes causantes de quistes inflamatorios, radiculares, pueden ser tratados conservadoramente realizando un tratamiento endodóncico correcto, previo a la enucleación de la cápsula quística. Sin embargo, cuando el tejido óseo, periodontal o radicular está muy afectado por el proceso quístico, el diente o dientes involucrados deben ser extraídos. En los quistes disembrioplásticos, como son los foliculares o dentígeros, se suelen eliminar, en el mismo tratamiento, la cápsula quística y el diente causante. Cuando se trata de individuos jóvenes, el diente puede evolucionar espontáneamente o ayudado por una tracción ortodóncica.

- Dientes relacionados con tumores: con gran frecuencia aquellos dientes implicados en una patología tumoral, sea esta benigna o maligna, deben ser extraídos junto con la extirpación del proceso tumoral vecino. Estos tumores son de origen y pronóstico diverso. Así, tumoraciones de los tejidos blandos de origen hiperplásico inflamatorio, como por ejemplo los epúlides, exigen la extracción del o de los dientes responsables para evitar la recidiva tumoral. Tumores de origen óseo, fibromas, mixomas, osteomas y osteoclastomas, de naturaleza benigna, engloban dientes en su crecimiento que precisarán una extracción. Tumores malignos, epiteliales o conjuntivos, a nivel de los maxilares o de las mucosas que los recubren, en general, carcinomas, sarcomas, mielomas o linfomas, serán tratados con cirugía radical incluyendo los dientes implicados en el proceso tumoral, y en el margen de seguridad exigido en este tipo de intervenciones.

- Dientes en áreas a irradiar: en los tumores malignos que incluyen en su protocolo radioterapia es posible la aparición de una osteorradionecrosis, como complicación postirradiación; esta lesión es más frecuente a nivel mandibular. Para evitar la infección añadida de este hueso necrosado se recomienda extraer previamente los dientes infectados, desvitalizados e incluso sanos, que se encuentran en el campo a irradiar.

- Dientes en focos de fracturas: una cuestión muy debatida ha sido la de qué hacer con los dientes implicados en un trayecto fracturario tras un traumatismo maxilofacial. Clásicamente estos dientes se incluían como indicación absoluta de extracción para no alterar los mecanismos fisiológicos de reparación ósea. Hoy en día, con las posibilidades de prevención de la infección, y siempre bajo criterios personalizados, se permite la conservación de un diente siempre que éste no esté infectado y sea utilizable para una correcta oclusión del segmento óseo posterior.

- Dientes como focos de infección: el problema de la infección focal es tan antiguo que ya Rush, en 1819, llamó la atención sobre el mismo. Sin embargo fue a comienzos de siglo cuando en América comenzó la llamada Fiebre de la Infección Focal y la relación, por tanto, de procesos dentarios con diversas alteraciones a distancia. Estas deuteropatías: endocarditis, glomerulonefronitis, oftalmopatía, dermatosis, fueron directamente relacionadas con la existencia de un granuloma dentario. Sin embargo, al margen de la presencia bacteriana, en los considerados focos infecciosos dentarios, no debe olvidarse la existencia de vasos sanguíneos que, a la vez que producen bacteriemias, dan paso a toxinas y al desencadenamiento de procesos alérgicos o de autonocividad y, por último, la presencia de nervios sensitivos y vegetativos dentro del granuloma que dan lugar a fenómenos reflejos, alteraciones vegetativas y tróficas como son las placas de alopecia o las zonas hiperestéticas.

De todas estas consideraciones surgió una actitud drásticamente extraccionista. Todo diente con lesión periapical, granuloma, desvitalizado correcta o incorrectamente era extraído. Actualmente esta actitud está muy cuestionada: es muy difícil relacionar un determinado tipo de lesión con el proceso general. Otras alteraciones pueden intervenir: dientes incluidos, áreas de condensación ósea…pero por otra parte, es más difícil todavía para el odontólogo precisar si esta lesión actúa como foco dentario. Solo la prueba de desaparición de la fenomenología general tras la extracción, confirmaría el diagnóstico.
Ante estos pacientes se debe mantener una actitud prudente. Hay que utilizar todos los medios posibles de diagnóstico, clínico y radiológico, realizar técnicas conservadoras que eliminen los factores de riesgo en los dientes normalmente implantados, extraer los dientes retenidos y, en los casos de duda y ante la gravedad del proceso general, proceder a la extracción del diente implicado. En este último caso, es obligatoria una protección antibiótica adecuada que prevenga la exacerbación de una afección cardíaca, renal o reumática en general.
- Indicaciones protésicas: cuando se realiza el diseño de una prótesis, ciertos dientes en situaciones o posiciones incorrectas, con acusadas extrusiones por falta de antagonismo, aislados…deben ser eliminados para conseguir una buena oclusión, la estabilidad necesaria o una mejor estética. Así, a nivel mandibular, se sigue un criterio más conservador dada la dificultad de estabilidad de las prótesis. En el maxilar superior, esta es más fácil de conseguir y prima la estética. Puede ser aconsejable, por tanto, extraer algún diente aislado a nivel anterior y construir una prótesis completa.

- Indicaciones ortodóncicas: el ortodoncista utiliza con frecuencia el recurso de la extracción dentaria para prevenir o corregir la maloclusión. Esta actitud puede comprender la exodoncia de dientes temporales, supernumerarios o permanentes: incluidos, enclavados o normalmente erupcionados; bien alineados o en una mala posición. Es habitual la extracción de los cuatro primeros premolares para crear espacio que permita el movimiento ortodóncico de los dientes. También son realizadas las exodoncias de determinados dientes para conseguir el camuflaje ortodoncico de discrepancias esqueléticas de leves a moderadas. Otros utilizan la exodoncia de los primeros molares, o bien de los segundos cuando están cariados e intentan prevenir la retención de los terceros molares. La extracción de los terceros molares retenidos, incluso en fase de germen, es una práctica muy solicitada por el ortodoncista para evitar recidivas de un tratamiento ya efectuado.

En relación directa con la Ortodoncia, se encuentra la extracción seriada o guía de la erupción, descrita a finales de la década de los cuarenta y empleada en España a partir de los sesenta. Comprende la extracción de los caninos temporales para proporcionar sitio a los incisivos laterales; después de los primeros molares temporales y, en el mismo acto, se acelera la extracción del primer premolar eliminando su saco pericoronario o extrayendo directamente desde su inclusión fisiológica. Con esta técnica se intenta conseguir espacio para el alineamiento dentario.
- Indicaciones estéticas: existen casos de malposiciones o de dientes que interfieren con una prótesis y que puede estar indicada su extracción por razones estéticas. No debe olvidarse que existen pacientes que no permiten un tratamiento ortodóncico o que anteponen lo estético a lo funcional.

- Indicaciones sociales: aunque parece injustificable, es incuestionable la existencia de ciertos condicionantes económicos que pueden obligar a la extracción. Por supuesto, serán dientes cariados o infectados susceptibles de tratamientos conservadores, restauradores o endodóncicos que permitan su mantenimiento en el proceso alveolar. Existen, en estos casos, enfermos que no pueden soportar la carga económica que estos tratamientos representan y que, por otra parte, no se contemplan en las prestaciones actuales de la Seguridad Social.

## Contraindicaciones
Actualmente tienen una menor importancia. La mejora del estudio del paciente en el periodo posoperatorio, de su estado psicofísico, la protección antibiótica, las técnicas de anestesia, el medio y personal adecuado…hacen que sean escasas las situaciones en que el diente no puede ser extraído.
Clásicamente se describían contraindicaciones absolutas y relativas. Las primeras hoy, prácticamente, no se consideran. En realidad se trataría de condiciones locales o generales que exigen un retraso en el tratamiento quirúrgico hasta que estas se normalicen o estén cubiertos los posibles riesgos o complicaciones.

### Locales
Contraindicaciones locales:
La mayoría son de origen infeccioso, están referidas al propio diente a extraer o a los tejidos vecinos.
Dentro de las infecciones odontógenas se engloban los procesos de periodontitis, abscesos y celulitis, de presentación aguda y de causa dentaria. Con la protección antibiótica adecuada y las técnicas de anestesia tronculares, alejadas del proceso infeccioso, hoy se pueden practicar las extracciones sin necesidad de diferirlas. Sin embargo, el estado psicofísico del enfermo, la falta de control del proceso infeccioso, el peligro de difusión y aumento de la toxemia y la dificultad de la técnica quirúrgica, pueden aconsejar postergar la exodoncia hasta que las condiciones sean las adecuadas. Las infecciones también pueden ser producidas por el tercer molar o de la mucosa bucal.
En aquellos casos de dientes implicados en procesos tumorales malignos está contraindicada la extracción aislada del diente, debido a los peligros de hemorragia, mala cicatrización, crecimiento y difusión del tumor. En estos casos, la extracción siempre se hará en el bloque de la masa tumoral con los márgenes de seguridad recomendados.

### Generales

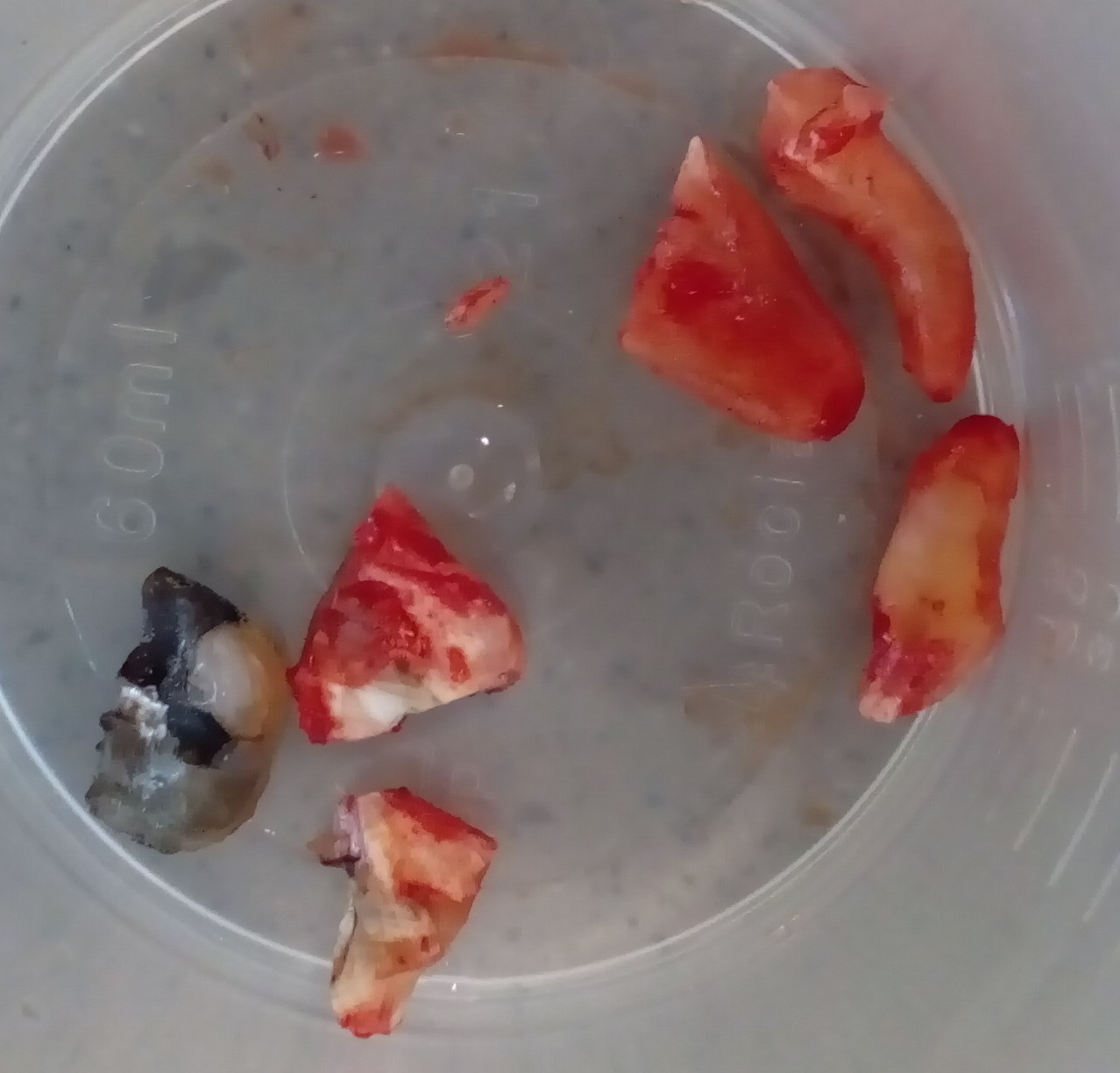

Contraindicaciones generales:
Son o alteraciones a nivel sistémico que obligan a un control por parte del médico internista y a demorar la intervención por peligro de descompensación o aparición de complicaciones que agravan el cuadro general. En este sentido es de vital importancia tener en cuenta: la diabetes mellitus descompensada, a los enfermos cardíacos e hipertensos, hepáticos, renales, hipertiroideos, epilépticos, con insuficiencia suprarrenal, la diátesis hemorrágica, hemofilia, leucosis, agranulocitosis, la fiebre de origen desconocido, psicosis y neurosis, a los enfermos psíquicamente disminuidos, a las mujeres embarazadas o con la menstruación, y a los enfermos seniles.

## Instrumental utilizado
En la extracción dentaria intervienen: el diente y los tejidos que le rodean, un instrumental genérico para cirugía bucal, uno específico y una técnica reglada.
Las extracciones denominadas simples, cerradas o técnicas de fórceps, requieren solamente de tres elementos: sindesmotomos, fórceps y elevadores. Las llamadas extracciones quirúrgicas, complicadas o abiertas, precisan, además de este instrumental, aquel necesario para la práctica de un acto quirúrgico en la boca, y que comprende las fases de incisión, levantamiento del colgajo, ostectomía, odontosección y sutura.